# Новорічні пригоди Маші і Віті
«Новорічні пригоди Маші і Віті» (рос. «Новогодние приключения Маши и Вити») — російський радянський дитячий новорічний телевізійний фільм-казка; знятий в 1975 році Ігорем Усовим та Геннадієм Казанським.

## Зміст
Молодшокласник Вітя довіряє тільки науковому прогресу, а його подруга Маша вірить і в дива. І ось напередодні Нового року їм стає відома одна погана новина — Снігуроньку викрав Кощій Безсмертний. Тепер діти збираються визволити сніжну красуню, без якої неможливе свято, але поплічники Кощія - Баба-Яга, Лісовик та дикий кіт Матвій - намагаються всіляко зупинити відважних дітей.

## Ролі
- Наташа Симонова — Маша
- Юра Нахратов — Вітя
- Ігор Єфимов — Дід Мороз
- Ірина Борисова — Снігуронька
- Георгій Штиль — Лісовик
- Віра Титова — Піч
- Михайло Боярський — дикий кіт Матвій
- Микола Боярський — Кощій Безсмертний
- Валентина Кособуцька — Баба-Яга
- Любов Віролайнен — Яблуня
- Борис Смолкін — Лісовичок

У фільмі знімалися танцювальний колектив і хор «Капельки» Ленінградського палацу піонерів ім. А. А. Жданова

## Знімальна група
- Автор сценарію: Павло Фінн
- Режисер-постановник: Ігор Усов, Геннадій Казанський (участь)
- Композитор: Геннадій Гладков
- Тексти пісень і віршів: Володимир Луговий
- Головний Оператор: Семен Миколайович Іванов
- Художник-постановник: Михайло Іванов
- Звукооператор — І. Волкова
- Аранжування — А. Зубова
- Балетмейстер — Г. Кореневський
- Хормейстер — Д. Миколаїв
- Концертмейстер — Я. Співак
- Режисер — В. Синіло
- Монтажери — Л. Образумова, Т. Іванова
- Редактори — Г. Чапліна, Ю. Холін
- Оператори — Л. Олександров, Л. Голубієв
- Художник по костюмах — Н. Горієва
- Художник-гример — Е. Єршова
- Художник-декоратор — А. Ксенофонтова
- Асистенти режисера — А. Шинін, М. Цвіткова
- Комбіновані зйомки — Д. Желубовський, О. Миколаїв
- Оркестр Всесоюзної Фірми «Мелодія». Диригент Г. Гаранян
- Директор картини — Олег Гумберто

## Цікаві факти
- Фільм знімався паралельно з фільмом «Синій птах», звідки була запозичена декорація чарівного лісу. У перервах між зйомками Юрій Нахратов грав з Петсі Кенсіт.
- У фільмі Кіт Матвій двічі назвав Кощія дядьком. У житті Микола Боярський (Кощій) і справді рідний дядько Михайла Боярського (Кіт).
- М. Боярський грав у фільмі ще одну роль — слуги і підспівувачі Кощвя.
- Бас-гітара в лапах Кота Матвія на репетиції нагадує аналогічний інструмент Пола Маккартні під час перебування його басистом «Бітлз». З очевидним натяком на «Бітлз» і лівшу Маккартні Михайло Боярський тримає бас-гітару як лівша — грифом на праву сторону.
- Пісню Кощія виконує за кадром Віктор Кривонос.
- В 1976 році була випущена на платівці і на аудіокасетах музична казка «Маша і Вітя проти „Диких гітар“». Сюжет злегка відрізнявся від сюжету фільму, наприклад, діти рятували не Снігуроньку, а Білосніжку. Новий Рік в аудіозапису також не згадувався; відповідно, замість Діда Мороза в оригіналі фігурує просто Чарівник. Казка складалася суцільно з пісень, і тільки мова автора була прозована. Тексти пісень майже ідентичні пісням у фільмі, лише злегка відрізняючись в 2-3 місцях. Озвучували казку, в основному, інші актори, і тільки М. Боярський також озвучував Кота Матвія. Серед інших акторів: від автора — В. Абдулов, Лісовик — Г. Гладков, Баба Яга — В. Ігнатьєва (з тріо «Тричі три»), Кощій — А. Градський.

## Пісні звучали у фільмі
1. Суперечка Маші і Віті про казки
2. Перша пісня Снігуроньки
3. Пісня Діда Мороза
4. Похідна пісня Маші і Віті
5. Пісня «Диких гітар»
6. Перша пісня Баби Яги (Мені подобаються пташки і рибки) — Валентина Кособуцька
7. Друга пісня Баби Яги — Валентина Кособуцька
8. Пісня Пічки
9. Пісня Лісовика — Георгій Штиль
10. Пісня Яблуні
11. Пісня кота Матвія — Михайло Боярський
12. Пісня дідка-лісовичка
13. Пісня Кащея — Віктор Кривонос
14. Друга пісня Снігуроньки
15. Погоня за Машею і Вітею
16. Заключна пісня

## Відео
У 1990-ті роки фільм випущений на відеокасетах студією 48 годин, З 2000 року перевипущена на VHS і DVD студією «Ленфільм-Відео».